# Boris Izaguirre
Boris Rodolfo Izaguirre Lobo (Caracas, 29 settembre 1965) è uno scrittore e conduttore televisivo venezuelano naturalizzato spagnolo.
È stato sceneggiatore di telenovelas famose come Rubí o La dama de Rosa. In Spagna, ha scritto sceneggiature ed ha partecipato ai programmi Crónicas Marcianas con Xavier Sardà o Channel nº4 con Ana García-Siñeriz.
Ha scritto gli articoli in pubblicazioni come Zero, El País Semanal, Fotogramas e Marie Claire.
Nel 2006 si è sposato con suo marito Rubén Nogueira.
Il romanzo Villa Diamante è stato finalista al Premio Planeta nel 2007.

## Opera
- El vuelo de los avestruces (1991)
- Azul petróleo (1998)
- 1965 (2002)
- Morir de glamour (2000)
- Verdades alteradas (2001)
- Fetiche (2003)
- Villa diamante (2007)
- Y de repente fue ayer (2009)
- Dos monstruos juntos (2011)
- Un jardín al norte (2014)